# Christian Malford
Christian Malford es una parroquia civil situada en la autoridad unitaria de Wiltshire, en Inglaterra (Reino Unido). Según el censo de 2021, tiene una población de 780 habitantes.
Está ubicada cerca de la ciudad de Trowbridge y de los restos arqueológicos de Stonehenge y Avebury.